# Bibbia dell'orso
La Biblia, que es, los sacros libros del Viejo y Nuevo Testamento. Trasladada en español (La Bibbia, vale a dire i libri sacri del Vecchio e Nuovo Testamento. Tradotta in castigliano), più conosciuta come Bibbia dell'orso è una delle prime traduzioni della Bibbia in castigliano. Il suo traduttore è stato Casiodoro de Reina, un religioso spagnolo, appartenente all'ordine di S. Girolamo, divenuto protestante. È chiamata Bibbia dell'orso per l'illustrazione iniziale, che rappresenta un orso che cerca di raggiungere un favo di miele appeso ad un albero.

## Storia
Casiodoro de Reina lavorò per dodici anni alla sua preparazione. La pubblicò a Basilea, Svizzera, il 28 settembre 1569. Inserì l'illustrazione di un orso, logo dello stampatore bavarese Mattias Apiarius (il cognome latino significa letteralmente delle Api, il che spiega il simbolo), per evitare l'uso di immagini religiose, poiché all'epoca era proibita qualsiasi traduzione della Bibbia in lingue vernacolari (vale a dire parlate dalla gente comune).

## Caratteristiche

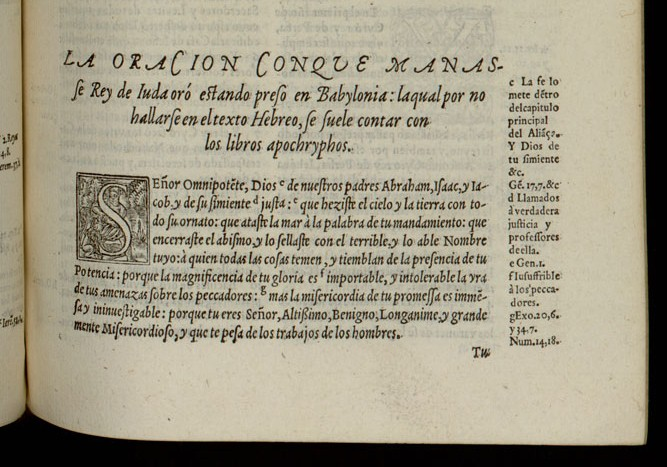
Il principio della preghiera del Re Manasse nella Bibbia dell'orso del 1569.

Casiodoro de Reina ha segnalato nell'“Avvertimento dell'interprete dei libri sacri al lettore” di aver usato come base testuale per l'Antico Testamento il testo masorético ebraico, la Veteris et Novi Testamenti nova translatio (traduzione della Bibbia dall'ebraico al latino) di Sante Pagnini e la Bibbia di Ferrara
(traduzione in giudeo-spagnolo dell'Antico Testamento pubblicata a Ferrara nel 1553 ed utilizzata dagli ebrei sefarditi). Reina impiegò la Veteris et Novi Testamenti nova translatio perché “con l'approvazione di tutti i dotti nella lingua ebraica è considerata la più pura che sinora ci sia stata”. Reina ebbe in mano la Bibbia di Ferrara perché essa riportava “il primo significato naturale dei vocaboli ebraici e le differenze dei tempi dei verbi”. Al contrario, Reina dichiarò di avere poco seguito la Vulgata per gli errori che secondo lui presentava. Per la traduzione del Nuovo Testamento, Reina si basò sul Textus Receptus.
La Bibbia dell'Orso include i libri apocrifi. Essi erano raggruppati di seguito agli altri libri dell'Antico Testamento, secondo il modello della Vulgata. Detti libri sono:
- La Preghiera di Manasse
- il terzo e quarto libro di Esdra
- Il Libro di Tobia
- Il Libro di Giuditta
- I passi in greco del Libro di Ester
- Il Libro della Sapienza
- Il Libro dell'Ecclesiastico
- Il Libro di Baruc
- I passi in greco del Libro di Daniele (La preghiera di Azaria ed il Cantico dei Tre Giovani, Storia di Susanna e la Storia di Bel ed il Drago).
- Il Libro I dei Maccabei
- Il Libro II dei Maccabei

## Retaggio
La versione fatta da Reina è la prima traduzione della Bibbia completa in castigliano avendo come base testuale manoscritti in ebraico e greco. Traduzioni anteriori della Bibbia completa in castigliano, come la Bibbia prealfonsina e la Bibbia alfonsina (Bibbia tradotta in castigliano nel 1280 per il patrocinio del re Alfonso X) sono state fatte partendo da testi in latino.
La Bibbia dell'Orso riflette la bellezza letteraria del c.d. Secolo d'Oro della letteratura castigliana. Nella Storia degli eterodossi spagnoli, l'erudito cattolico Marcelino Menéndez Pelayo lodò, da un punto di vesta letterario, la Bibbia dell'orso, come quella da considerarsi meglio scritta rispetto alle versioni cattoliche di Felipe Scío Riaza (1793) e Félix Torres Amat (1825).
Cipriano de Valera effettuò nel 1602 una revisione della Bibbia dell'orso chiamata Bibbia della brocca. Il testo di Valera è servito come base per le revisioni pubblicate dalle Società Bíbliche Unite (l'associazione internazionale di 146 società bibliche nazionali) a partire dal 1865 con il nome di Reina-Valera.